# Infuus

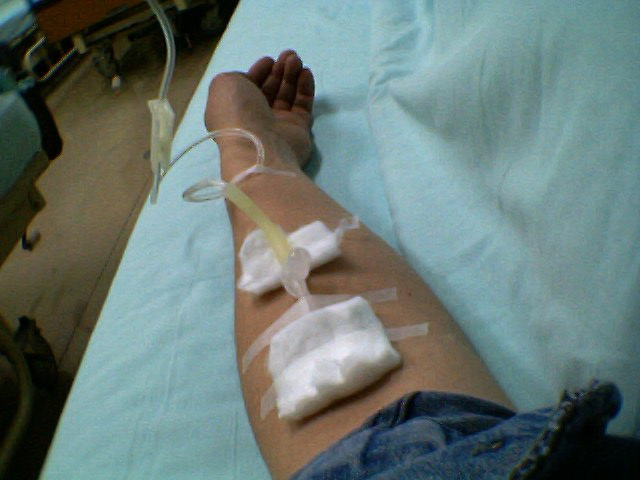
Infuus

Met een infuus wordt doorgaans bedoeld de toediening van een oplossing, vaak fysiologisch zout of een oplossing van 5% glucose, of een mengsel van die twee, maar ook wel transfusie-bloed of een suspensie van respectievelijk alleen bloedcellen of bloedplasma. Dit gebeurt 'intraveneus', in een bloedvat, of 'hypodermaal' of 'subcutaan', onder de huid, via een canule, een slangetje. De toediening van een infuus noemt men infunderen. Infuus komt van het Latijn: infundere, ingieten.
De toediening kan plaatsvinden onder invloed van de zwaartekracht, van hoog naar laag, door middel van een druppelmechanisme, of door gebruik te maken van een infuuspomp. Ook veel soorten medicatie kunnen op deze wijze worden toegediend.
De canule wordt aseptisch in een ader op een toegankelijke plaats ingebracht, vaak op de handrug of op de onderarm. Hierop wordt, nadat de canule met een pleister is vastgezet, gefixeerd, een toedieningsset aangesloten. Inbrengen of toedienen via andere plaatsen en methoden is ook mogelijk, maar hiervoor zijn specifiek geschoolde mensen nodig en voor sommige vormen zelfs een operatie, bij bijvoorbeeld een poortkatheter of een PICC-lijn. De canule zelf wordt vaak naar het merk genoemd, 'Baxter' in België en 'Venflon', 'Braunule' in Nederland, wordt vaak ook al infuus genoemd, ook wanneer er niets wordt toegediend. 

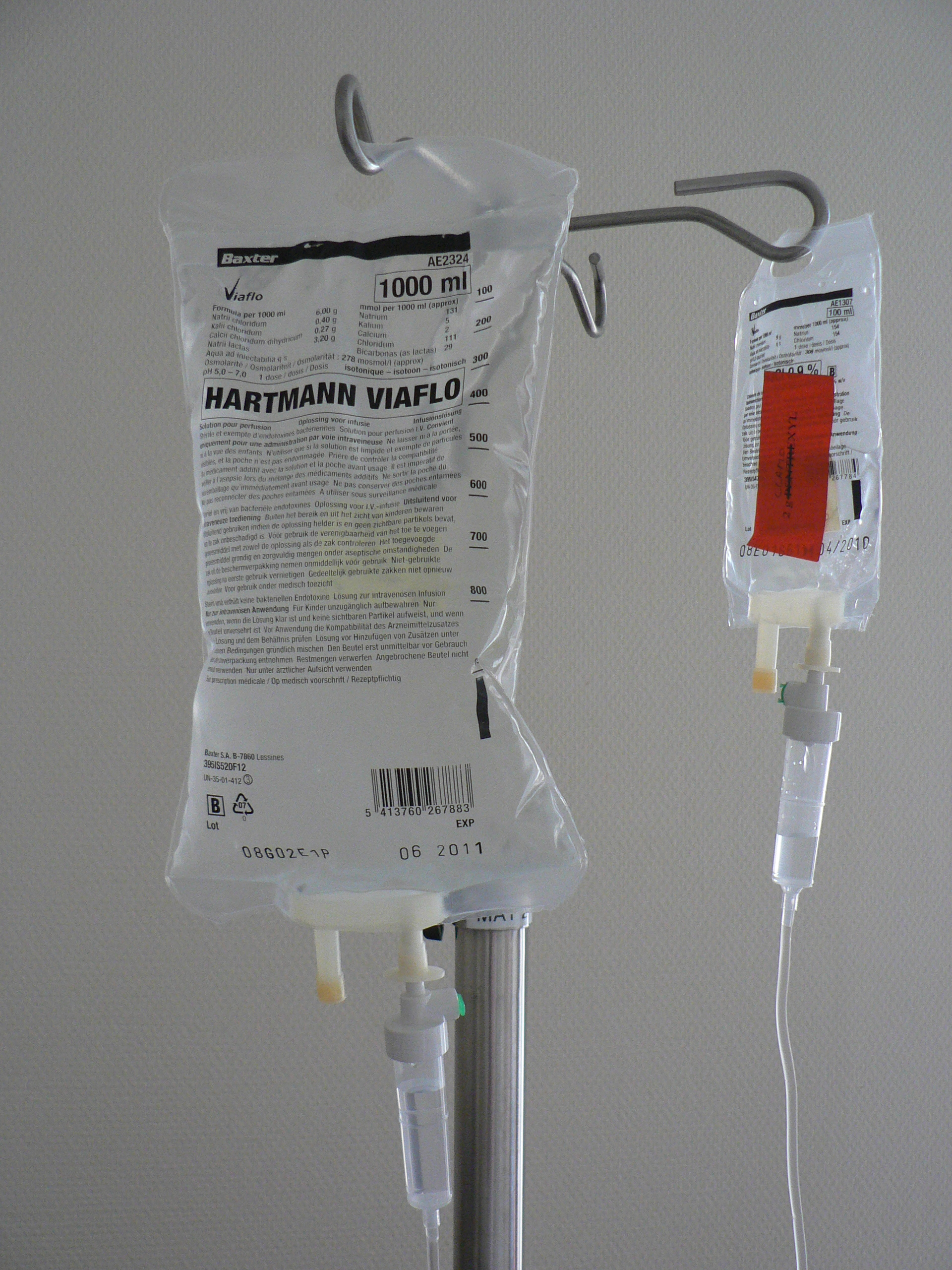
Infuuszakken

## Indicaties
Er zijn verschillende indicaties, medische redenen om een infuus te geven. Zo is het belangrijk dat de vochthuishouding op peil blijft bij patiënten die niet mogen eten, bijvoorbeeld ter voorbereiding op een operatie, of wegens aandoeningen van het maag-darmkanaal. Een andere medische reden is het vooraf, prehydratie, en achteraf toedienen van vocht, posthydratie, voor een onderzoek waarbij contraststof wordt gebruikt. Het toegediende vocht dient om de nieren, wanneer deze al niet optimaal functioneren, te beschermen tegen de schadelijke contrastvloeistof. Bij ernstige uitdroging, bijvoorbeeld bij een grote bloeding of ernstige diarree, wordt vocht per infuus toegediend om zo de hoeveelheid circulerend lichaamsvocht weer snel op peil te krijgen en een shock te voorkomen.

## Complicaties

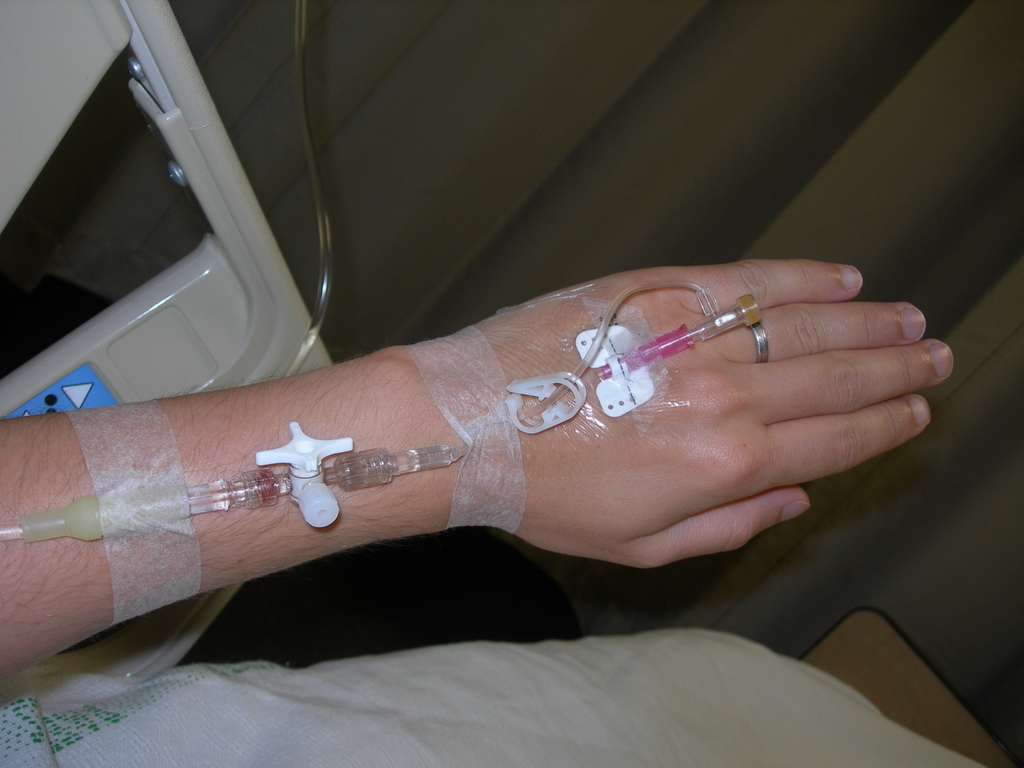
Intraveneus infuus

Het direct in de bloedbaan brengen van stoffen kan zeer sterke en snelle effecten veroorzaken en kan bij fouten ernstige gevolgen hebben. Er kunnen infecties optreden als de geïnfundeerde, dus toegediende oplossingen niet steriel zijn. Intraveneuze toediening van een middel waarvoor de patiënt allergisch is kan ook binnen enkele minuten fataal zijn. Sommige toegediende middelen die buiten de bloedbaan in het lichaam terechtkomen kunnen leiden tot afsterven van het betreffende weefsel. Het is dus essentieel zeker te weten dat de canule ín de ader zit. Het besluit een infuus te geven, en wat daar in moet zitten, is voorbehouden aan een verpleegkundige of arts. Toediening van middelen via een infuus wordt alleen door geschoolde mensen gedaan.

## Setting
Was vroeger het infuus alleen te zien in de ziekenhuisomgeving, tegenwoordig worden steeds meer verpleegtechnische handelingen in de thuiszorg verricht en is het met medisch specialistische verpleging thuis MSVT ook mogelijk een infuusbehandeling thuis te krijgen. Dit is zeker nuttig wanneer men langdurig een infuusbehandeling moet krijgen. Voor MSVT moet de specialist opdracht geven.

## Inbrengen en onderhouden
Het inbrengen van een intraveneuze canule is voorbehouden aan geschoolde mensen, en het op de juiste wijze onderhouden van de canule kan complicaties, zoals een aderontsteking, in veel gevallen voorkomen.